# Франково
Франково (біл. Франкова) — хутір в складі Берестовицького району Гродненської області, Білорусь. Хутір підпорядкований Пограничній сільській раді, розташований у західній частині області.

## Історія
До 25 вересня 2003 року хутір входив до складу Кватарської сільської ради, а після її скасування Франково та іще шість населених пунктів було передано на підпорядкування Пограничній селищній раді. З 16 жовтня 2007 року хутір підпорядковується Пограничній сільській раді.